# Smilax aberrans
Smilax aberrans ist eine Pflanzenart in der Gattung der Stechwinden aus dem zentralen bis südöstlichen China und Vietnam. 

## Beschreibung
Smilax aberrans wächst als kahler Halbstrauch oder Strauch bis etwa 2 Meter hoch. Es sind keine Ranken oder Stacheln vorhanden.
Die einfachen Laubblätter sind kurz gestielt und wechselständig. Die kurzen Blattstiele sind geflügelt (Blattscheide). Die eiförmige bis elliptische Spreite ist ganzrandig und spitz bis zugespitzt und unterseits behaart bis schuppig. Sie ist bis etwa 12 Zentimeter lang und bis 6,5 Zentimeter breit.
Smilax aberrans ist zweihäusig diözisch. Es werden achselständige und gestielte doldige Blütenstände mit jeweils fünf bis zwanzig Einzelblüten gebildet. Die kleinen, dreizähligen und kurz gestielten, eingeschlechtlichen Blüten besitzen eine einfache Blütenhülle, diese besteht aus sechs Tepalen, in zwei Kreisen zu jeweils drei. Die männlichen, grünlich-gelben bis hellpurpurnen Blüten besitzen 6 sehr kurze Staubblätter. Bei den weißlichen weiblichen Blüten kommen einige Staminodien und ein oberständiger Fruchtknoten mit drei fast sitzenden Narben vor. 
Es werden kleine, rundliche, bis etwa 1 Zentimeter große Beeren gebildet.
Die Chromosomenzahl ist 2n = 32.

## Verbreitung und Standort
Smilax aberrans wächst in Wäldern und anderen Gehölzen oder an schattigen Gewässerufern, von nahe Meereshöhe bis zu 1600 m Höhe. Sie kommt im Südosten von China und im Norden von Vietnam (Tonkin) vor.

## Taxonomie und Systematik
Die Art wurde erstbeschrieben von François Gagnepain in Iridacées, Amaryllidacées et Liliacées nouvelles d'Asie im Bulletin de la Société Botanique de France, 1934. Typuslokalität ist die Region von Chapa, Tonkin, im Norden Vietnams, in etwa 1400 bis 1500 Meter Höhe. Ein Synonym ist Smilax tsaii F.T.Wang.
Nicht endgültig geklärt ist der Status einer Sippe aus Südchina, die sich vor allem durch kahle Blattspreiten von der typischen Form unterscheidet, sie wurde beschrieben als Smilax aberrans var. retroflexa F.T.Wang & Tang, wird aber heute oft als Unterart oder sogar verbreitet als eigenständige Art Smilax retroflexa aufgefasst.
Die Art wurde konventionell in eine Sektion Coilanthus der Gattung Smilax eingeordnet, diese ist aber nach den genetischen Daten vermutlich nicht monophyletisch. Nächstverwandt ist nach den genetischen Analysen eine Artengruppe verholzender Arten mit Verbreitung in Gebirgsregionen Südchinas und der Himalayaregion, die außerdem eine weiter verbreitete Art (Smilax stans Maxim.) umfasst.